# ソルチャヴァ
ソルチャヴァ (Solčava) は、スロベニアの市である。